# Polyrhachis xiphias
Polyrhachis xiphias é uma espécie de formiga do gênero Polyrhachis, pertencente à subfamília Formicinae.